# Sultanato de Jor
Sultanato ou Império de Jor ou Joor (کسلطانن جوهر, às vezes também chamado de Johor-Riau ou Johor-Riau-Linga) foi criado pelo filho do Sultão de Malaca Mamude Xá, Sultão Alaudim Riaiate Xá ΙΙ em 1528. Jor formado parte do Sultanato de Malaca antes que os portugueses conquistassem a capital Malaca em 1511. No auge, o sultanato passou a controlar os territórios atuais de Jor, Riau e a área que se estende de Klang a Port Dickson, bem como Tanjung Tuan, Muar, Batu Pahat, Singapura, Ilha Tingui e outras ilhas ao largo da costa leste da Península Malaia, como as Ilhas Karimun, as Ilhas Bintão, Bulang, Linga e Bungurão e as de Bengkalis, Kampar e Siak em Sumatra. Durante a época colonial, o continente era administrado pelos britânicos e a parte insular pelos holandeses, dividindo assim o sultanato de Jor e Riau. Em 1946, a seção britânica tornou-se parte da União Malaia. Dois anos depois, ele se juntou à Federação da Malásia mais tarde para a Malásia em 1963. Em 1949, a seção holandesa tornou-se parte da Indonésia.

## Queda de Malaca e o início do Sultanato de Jor
Em 1511, Malaca caiu nas mãos dos portugueses e o sultão Mamude Xá foi forçado a fugir. Ele fez várias tentativas de retomar a capital, mas seus esforços foram infrutíferos. Os portugueses retaliaram e forçaram o sultão a fugir para o Sultanato de Pão. Mais tarde, o sultão estabeleceu uma nova capital em Bintão. A partir daí, reorganizou o seu exército com o qual realizou vários ataques e bloqueios à posição portuguesa.
Com sede em Pekan Tua, Sungai Telur, o Sultanato de Jor foi fundado por Rajá Ali Ibni Sultão Mamude Malaca, conhecido como Sultão Alaudim Mamude Xá (1528-1564), com sua rainha Tun Fatima em 1528. Embora o sultão Alaudim Mamude Xá e seu sucessor tiveram que lidar com os ataques dos portugueses em Malaca e dos acheneses em Sumatra, eles conseguiram manter sua posição no Sultanato de Jor.
As frequentes incursões em Malaca causaram sérias dificuldades aos portugueses e ajudaram a convencê-los a destruir as forças do sultão exilado. Fizeram várias tentativas para reduzir os malaios, mas só em 1526 os portugueses conseguiram finalmente expulsá-los de Bintão. De lá, o sultão retirou-se para Kampar em Sumatra, onde morreu dois anos depois. Seus filhos Muzafar Xá e Alaudim Riaite Xá II o sucederam.

## A Guerra Triangular
O novo sultão estabeleceu uma nova capital ao longo do rio Jor, e de lá continuou a perseguir os portugueses do norte. Junto com seu irmão Muzafar e o sultão de Pão ele lutou insistentemente para recuperar Malaca, que na época era protegido por um forte.
Por volta da mesma época, o Sultanato de Achém estava começando a ganhar grande influência sobre o Estreito de Malaca, no norte da Sumatra. Com a queda de Malaca nas mãos dos cristãos, os mercadores muçulmanos muitas vezes omitiram Malaca em favor de Achém ou Jor Lama (Cota Tingui), a capital de Jor. Assim, Malaca e Achém tornaram-se concorrentes diretos.
Com os portugueses e Jor em confronto frequente, Achém lançou vários ataques contra ambos os lados para fortalecer o seu domínio sobre o estreito. A expansão de Achém encorajou Portugal e Jor a assinar uma trégua e desviar sua atenção para Achém. A trégua, no entanto, durou pouco e com Achém gravemente enfraquecido, os dois países entraram em confronto novamente. Durante o governo do sultão Iscandar Muda, Achém atacou Jor em 1613 e novamente em 1615.

## Dutch Malacca
No início do século 17, os holandeses chegaram ao sudeste da Ásia; naquela época estavam em guerra com os portugueses e aliados de Jor. Dois tratados foram assinados pelo almirante Cornelis Matelief de Jonge em nome dos holandeses e do rajá de Jor em maio e setembro de 1606. Em janeiro de 1641, as forças holandesas (ataque por terra e mar) e Jor (ataque por terra e sob a liderança de Bendahara Skudai) derrotaram os portugueses em Malaca. Sob o acordo alcançado com Jor em maio de 1606, os holandeses assumiram o controle de Malaca e concordaram em não buscar território ou declarar guerra a Jor. Quando a fortaleza de Malaca se rendeu, a população já havia sido amplamente dizimada pela fome e doenças (a peste). Malaca tornou-se um território sob o controle da Companhia Holandesa das Índias Orientais, permanecendo formalmente como uma possessão holandesa até que o Tratado Anglo-Holandês de 1824 fosse assinado.

## Guerra Jor-Jambi
Com a queda do Português Malaca em 1641 e o declínio de Achém devido ao crescente poder dos holandeses, Jor começou a se restabelecer como uma potência ao longo do Estreito de Malaca durante o reinado do Sultão Abdul Jalil Xá III (1623-1677). Sua influência se estendeu a Pão, Sungei Ujong, Malacca, Klang e o arquipélago de Riau. Durante a guerra triangular, Jambi também emergiu como uma potência econômica e política regional em Sumatra. Inicialmente houve uma tentativa de aliança entre Jor e Jambi com um casamento entre o herdeiro Rajá Muda e a filha do Pengeran, Jambi. No entanto, Rajá Muda se casou com a filha do Laksamana (Almirante dos sultanatos da Malásia) Abdul Jamil que, preocupado com o poder que tal aliança daria, ofereceu sua própria filha em casamento. A aliança foi, portanto, rompida, causando uma guerra de 13 anos entre Jor e o estado de Sumatra, começando em 1666. A guerra foi desastrosa para Jor, pois a capital de Jor, Batu Sauar, foi saqueada pelos Jambi em 1673. O sultão fugiu para Pão e morreu quatro anos depois. Seu sucessor, o sultão Ibraim (1677-1685), procurou a ajuda dos Buguis, uma tribo das Ilhas Celebes em sua luta para derrotar os Jambi. Jor finalmente venceu em 1679, mas também terminou em uma posição enfraquecida, pois os Buguis se recusaram a retornar ao seu território, e os Minangkabaus, um grupo étnico da Sumatra Ocidental, também começaram a exercer sua influência.
Após o saque de Batu Sauar em 1673, a capital de Jor foi freqüentemente transferida para evitar a ameaça do ataque de Jambi. Em seus esforços para manter o sultanato unido, os governantes de Jor mudaram seu centro de poder muitas vezes ao longo de sua história. Jor Lama (Cota Batu) foi inicialmente fundado por Alaudim Riaiate Xá II, mas foi derrubado por Achém em 1564. Posteriormente foi transferida para Seluiute, mais tarde para Jor Lama durante o reinado de Ali Jala (1571-1597), que foi saqueado por os portugueses em 1587, depois para Batu Sauar e Linga (novamente saqueada pelos portugueses). Isso é seguido por um período sem capital fixo (lugares incluindo Taná Puté e Macão Tauíde) durante o reinado do Sultão Abdul Jalil Xá III antes de ele se mudar para Batu Sauar em 1640. Depois que Batu Sauar foi saqueado por Jambi.

## Esplendor do Sultanato
No século XVII, com Malaca deixando de ser um grande porto, Jor se tornou a potência regional dominante. A política holandesa em Malaca levou os mercadores a Riau, um porto controlado por Jor. A Companhia Holandesa das Índias Orientais não gostou disso, mas continuou a manter a aliança porque a estabilidade de Jor era importante para o comércio na região.
O sultão forneceu todas as facilidades exigidas pelos mercadores. Sob o patrocínio da elite de Jor, os mercadores protegidos prosperaram. Com uma ampla gama de produtos disponíveis e preços favoráveis, Riau prosperou. Navios do Camboja, Sião, Vietnã e de todo o arquipélago malaio vieram para o comércio. Os navios Buguis fizeram de Riau um centro de especiarias. Itens como porcelana, tecido e ópio eram trocados por produtos locais da terra e do mar, como estanho, pimenta ou gambier cultivados localmente. As tarifas eram baixas e as cargas podiam ser facilmente descarregadas ou armazenadas.
Como Malaca antes, Riau também foi o centro de estudos e ensino islâmicos. Muitos estudiosos ortodoxos dos centros muçulmanos do subcontinente indiano e da Arábia ficaram em albergues religiosos especiais, enquanto os devotos do sufismo podiam buscar iniciação em um dos muitos Tariqas (Irmandade Sufi) que floresceu em Riau. De muitas maneiras, Riau conseguiu recapturar parte da antiga glória de Malaca. Ambos tornaram-se prósperos devido ao comércio, mas havia uma grande diferença; Malaca também foi gloriosa devido à sua conquista territorial.

## Influência dos Buguis e do Minangkabau no sultanato
O último sultão da dinastia Malaca, o sultão Mamude Xá II, era uma pessoa bastante instável. Com o Bendaara (vizir) Habibe no comando, o povo foi protegido das excentricidades do sultão, mas após sua morte, ele foi substituído por Bendaara Abdul Jalil, o primo do sultão que não conseguia controlar seu comportamento excêntrico. O sultão ordenou que a esposa grávida de um nobre fosse morta quando ele pegasse uma fruta da fruteira real. Mais tarde, o Sultão foi assassinado pelo nobre em vingança em 1699 sem deixar um herdeiro. Os Orang Kayas, que normalmente tinham a tarefa de aconselhar o Sultão, estavam em uma situação difícil. Eles foram para Muarpara encontrar Sa Acar DiRajá, Rajá Temengum de Muar, o tio do sultão e pediu seu conselho. Ele indicou que Bendaara Abdul Jalil deveria herdar o trono. Assim, ele foi declarado o novo sultão e proclamado Sultão Abdul Jalil IV. No entanto, para muitos, especialmente os Orang Laut (ilhéus dos territórios marítimos de Jor), essa afirmação não era correta.
Os Buguis, que haviam desempenhado um papel importante na derrota do Jambi duas décadas antes, tiveram uma grande influência em Jor. Tanto os Buguis quanto os Minangkabau perceberam que a morte do Sultão Mamude II lhes deu a oportunidade de exercer o poder em Jor. O Minangkabau apresentou um príncipe Minangkabau, Rajá Quecil de Siaque, que alegou ser um filho póstumo do Sultão Mamude II. O príncipe aliou-se aos Buguis e prometeu-lhes riqueza e poder político se o ajudassem a conquistar o trono. No entanto, Rajá Quecil quebrou sua promessa ao se instalar como o novo Sultão de Jor (Sultão Abdul Jalil Ramate Xá) pelas costas dos Buguis. O sultão Abdul Jalil IV fugiu para Pão, onde foi mais tarde assassinado por um assassino contratado por Rajá Quecil.
O filho do sultão Abdul Jalil IV, Rajá Suleimão, pediu a Daeng Parani dos Buguis para ajudá-lo em sua luta para recuperar o trono. Em 1722, o Rajá Quecil foi destronado pelos apoiadores do Rajá Suleimão com a ajuda dos Buguis. Rajá Suleimão se tornou o novo sultão de Jor, mas ele era um governante fraco e se tornou um fantoche dos Buguis. O irmão de Daeng Parani, Daeng Merewah, chamado Yam Tuan Muda (príncipe herdeiro), era na verdade quem controlava Jor.

## Queda do ex-Sultanato de Jor

### Singapura e os britânicos
Em 1818, Sir Thomas Stamford Raffles foi nomeado governador de Bencoolen na Sumatra Ocidental. No entanto, ele estava convencido de que os britânicos precisavam estabelecer uma nova base no Sudeste Asiático para competir com os holandeses. Embora muitos na Companhia Britânica das Índias Orientais se opusessem a tal ideia, Raffles conseguiu convencer Lord Francis Rawdon-Hastings, então Governador Geral da Índia Britânica, a ficar do seu lado. Com o consentimento deles, ele procurou uma nova base.
Quando a expedição chegou a Raffles Singapura em 29 de janeiro de 1819, ele descobriu um pequeno assentamento malaio na foz do rio Singapura chefiado por um Temengum (chefe do exército) de Jor. Embora a ilha fosse nominalmente governada pelo sultanato, a situação política era extremamente obscura. O sultão reinante, Tenguecu Abderramão, estava sob a influência dos holandeses e dos Buguis. Portanto, eu nunca aceitaria uma base britânica em Singapura.
Tenguecu Abderramão governava porque seu irmão mais velho, Tenguecu Huceine ou Tenguecu Long, tinha ido para Pão para se casar quando seu pai morreu em 1812. Foi nomeado pelo Yam Tuan Muda de Riau, Rajá Jafar porque, de acordo com a tradição malaia, uma pessoa deve estar ao lado do sultão moribundo para ser considerada o novo governante. Este assunto seria decidido pelo Bendehara como o "guardião da adat (tradição)". Obviamente, o irmão mais velho não estava feliz com a situação.
A irmã de Rajá Jafar, a rainha do falecido Sultão, protestou veementemente contra as ações contra seu irmão com estas palavras proféticas, "... Qual adat da sucessão está sendo seguido? Ações injustas como essa farão com que o Sultanato de Jor seja destruído!". O Bendehara Ali decidiu agir. Ele montou uma frota enviando-a a Riau para "restaurar o adat". Os britânicos, sabendo disso, arranjaram outra frota estabelecendo um bloqueio para evitar que as forças de Bendehara Ali avançassem.
Com a ajuda do Temengum, Raffles conseguiu capturar Tenguecu Huceine, enviando-o para o exílio em uma das Ilhas Riau em Singapura. De acordo com uma carta entre Tenguecu Huceine e seu irmão, ele foi para Singapura preocupado com a segurança de seu filho. Infelizmente ele foi capturado por Raffles e forçado a fazer um acordo. O acordo estabelecia que os britânicos reconheceriam Tenguecu Huceine como o "governante legítimo" de "Jor", pelo qual Tenguecu Huceine e o Temengum receberiam um estipêndio anual dos britânicos. Em troca, Tenguecu Huceine permitiria que Raffles estabelecesse um entreposto comercial em Singapura. Este tratado foi ratificado em 6 de Fevereiro de 1819.
Os britânicos pediram a Bendehara Ali que reconhecesse Tenguecu Huceine como governante. No entanto, Bendehara Ali negou qualquer conexão com os eventos em Singapura, já que era o feudo do Temengum e declarou sua lealdade ao Sultão de Jor em Linga.

### Tratado Anglo-Holandês
Os holandeses ficaram irritados com a ação de Raffles. As tensões entre holandeses e britânicos sobre Singapura persistiram até 1824, quando eles assinaram o Tratado Anglo-Holandês. Sob os termos desse tratado, os holandeses retiraram oficialmente sua oposição à presença britânica em Singapura. Este tratado foi assinado em segredo sem o conhecimento da nobreza local, incluindo o sultão, e portanto sua legitimidade foi questionada.
Assim, os britânicos deixaram de lado a influência política holandesa ao proclamar com sucesso o sultão Huceine como o sultão de Jor e Singapura. A legitimidade da proclamação do sultão Huceine foi controversa para alguns dos outros governantes malaios. Além disso, quando foi colocado no trono pelo conluio dos britânicos, ele foi visto como um governante fantoche. A posição do Temengum Abderramão, por outro lado, foi fortalecida, assim como a cooperação com os britânicos assumiu com sucesso o controle de fato de Jor e Singapura; com o apoio dos britânicos, ele ganhou influência como Rajá Jafar. Enquanto isso, o sultão Abderramão se instalou como o sultão de Linga em novembro de 1822. O sultão Abderramão, que se dedicou à religião, estava satisfeito com sua esfera de influência política em Linga, onde sua família continuava a manter sua casa sob a direção administrativa de Rajá Jafar, que governava sob os auspícios dos holandeses.

### Fim do Sultanato
O sultão Abderramão morreu em 1832 e foi substituído por seu filho, o sultão Maomé Xá, que reinou de 1832 a 1841. Rajá Jafar morreu e o sultão não teve pressa em nomear um sucessor. O novo sultão viu o dano que foi feito durante o reinado de seu pai e decidiu enfatizar e restabelecer o adat como a regra que governava o comportamento pessoal e a política. Ele convocou Linga ao Bendaara para realizar as cerimônias de um adat pretendia ensinar à nobreza e ao sultão seus respectivos deveres e responsabilidades. Todos os nobres do sultanato compareceram mostrando que os malaios não reconheciam o "sultão" de Singapura. A cerimônia também contou com a presença de Tenguecu Mahmud (que mais tarde governaria como Sultão Mamude Muzafar) como Príncipe Herdeiro e Tun Mutahir como sucessor do Bendehara.
Em 1841, o Bendaara nomeou Temengum Ibraim para substituir seu pai, que morreu em 1825. O longo período de 16 anos foi devido à preocupação de Bendahara com os assuntos de Singapura. As condições impostas durante a cerimônia incluíram uma visita de lealdade ao governante sultão Mamude Muzafar em Linga. O sultão Huceine de Singapura morreu em 1835 e o príncipe Tenguecu queria que o Temengum Ibraim dos britânicos e de outros nobres malaios desse legitimidade a seu título.
Depois de esperar desde 1835 por sua nomeação como sultão, em 1852 Tenguecu Ali decidiu devolver Jor seu antigo império prestando uma homenagem ao Sultão Mamude Muzafar em Linga. Por três anos, o sultanato foi novamente independente, exceto Singapura, que foi cedida aos britânicos. Preocupados com a situação, os britânicos chamaram Tenguecu Ali para Singapura, ameaçando cancelar seu estipêndio. Os britânicos forçaram o tratado de 1855 entre Temengum Ibraim e Tenguecu Ali. Em troca de reconhecimento como sultão, Tenguecu Ali concordou em abandonar todas as tentativas de controlar Jor. Dessa forma, o tratado solidificou a posição de Temengum Ibraim, seu principal aliado.